# Szpic nordycki
Szpic nordycki − jedna z ras północnych psów myśliwskich, zaliczająca się do V Grupy FCI. Podlega próbom pracy.

## Rys historyczny
Rasa była bliska wymarcia, ale w 1948 roku grupa miłośników norrbottenspetsa wyszukała kilka ostatnich psów i suk i rozpoczęła szybko rozwijającą się hodowlę. Niegdyś ten szpic był w Szwecji popularnym psem myśliwskim, polował  na ptactwo.

## Charakter i usposobienie
Jest to rasa cicha i serdeczna.

## Wygląd
To jeden z mniejszych szpiców, mający charakterystyczną, stosunkowo krótką, gęstą szatę. Uszy tego psa są stojące i spiczaste, kufa zaostrzona, a oczy mają żywy i czujny wyraz.